# Mussy-sous-Dun
Mussy-sous-Dun är en kommun i departementet Saône-et-Loire i regionen Bourgogne-Franche-Comté i östra Frankrike. Kommunen ligger i kantonen Chauffailles som tillhör arrondissementet Charolles. År 2022 hade Mussy-sous-Dun 330 invånare.

## Befolkningsutveckling
Antalet invånare i kommunen Mussy-sous-Dun
| Referens: INSEE |